# Вейль, Мишель
Мише́ль Вейль (фр. Michel Weill) — швейцарский кёрлингист.
В составе мужской сборной Швейцарии участник чемпионата мира 1970 (заняли шестое место). Чемпион Швейцарии среди смешанных команд.
Играл на позиции первого.

## Достижения
- Чемпионат Швейцарии по кёрлингу среди смешанных команд: золото (1977).

## Команды
| Сезон                          | Четвёртый     | Третий        | Второй       | Первый       | Турниры           |
| ------------------------------ | ------------- | ------------- | ------------ | ------------ | ----------------- |
| 1969—70                        | Ролан Шенкель | Поль Метро    | Эрнст Пошон  | Мишель Вейль | ЧМ 1970 (6 место) |
| Кёрлинг среди смешанных команд |               |               |              |              |                   |
| 1976—77                        | André Viscolo | Anita Viscolo | Мишель Вейль | Cathy Perrig | ЧШСК 1977         |

(скипы выделены полужирным шрифтом)